# AsiaSat 8

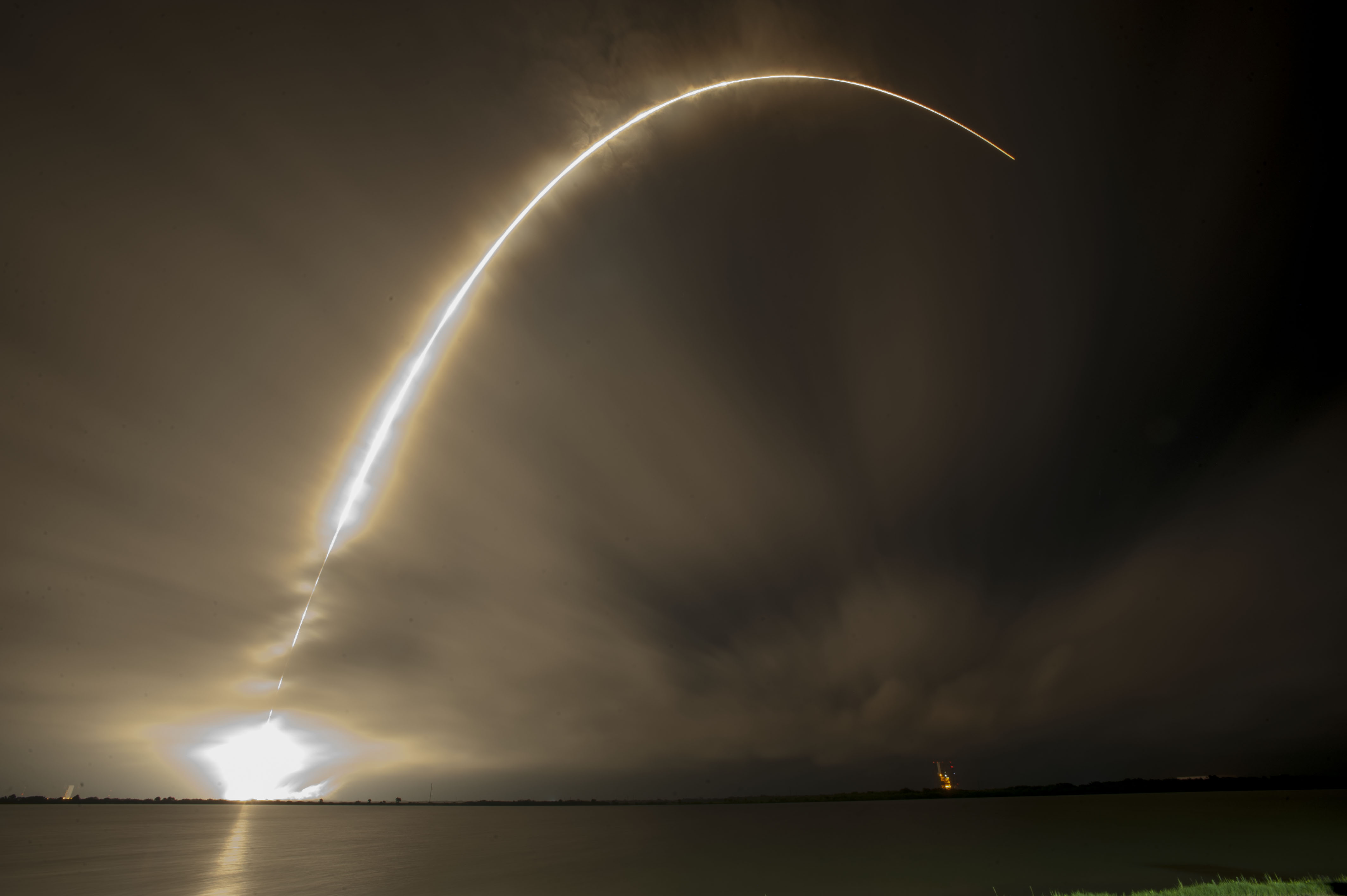
Lancement d'AsiaSat 8 par Falcon 9

AsiaSat 8 est un  satellite de télécommunications chinois en orbite géostationnaire exploité par la Asia Satellite Telecommunications Company, communément appelée AsiaSat. Il a été construit par la société américaine Space Systems/Loral.

## Description
Il est basé sur la plate-forme LS-1300LL (en),.